# Gerardo Rueda
Gerardo Rueda Salaberry (* 23. April 1926 in Madrid; † 26. Mai 1996) war ein spanischer Maler und Bildhauer.

## Leben
Rueda studierte zu Beginn der vierziger Jahre Malerei und Musik. 1949 erschienen seine ersten klassische Malereien und wurden zum ersten Mal in seiner Heimatstadt ausgestellt. Im Jahr 1954 präsentierte er dann seine ersten abstrakten Collagen und Zeichnungen. Er vertrat Spanien im Jahr 1960 auf der Biennale di Venezia, und seine Arbeiten wurde ein Teil der über 200 Gruppenausstellungen.
Zusammen mit Gustavo Torner und Fernando Zóbel gründet Rueda 1969 das Museum der Spanisch-Abstract Art in Cuenca. Seine Arbeiten Skulpturen, Reliefs und Zeichnungen sind in zahlreichen öffentlichen Sammlungen in der ganzen Welt vertreten: Denkmäler, Wandbild, Skulpturen für die Ausstellung Outdoor von Castellana (Madrid), sowie das Glas der Kathedrale. Bedeutend sind auch die Türen zu dem spanischen Pavillon der Weltausstellung in Sevilla von 1992.
1995 wurden einige Werke in der Real Academia de Bellas Artes de San Fernando in Madrid aufgenommen.
Besondere Aufmerksamkeit erregte die Ausstellung im Jahr 1996 auf der IVAM Valencia und in verschiedenen amerikanischen Museen.
Die Retrospektive endete im Museo Centro de Arte Reina Sofia, und festigten seinen Platz in der Welt der spanischen zeitgenössischen Kunst.

## Ausstellungen
- IVAM, Valencia. (Mit mehr als zehn Werken von Gerardo Rueda).
- Museo Nacional Centro de Arte Reina Sofía, (MNCARS), Madrid.
- Museo de Arte Abstracto Español, Cuenca.
- Colección de Arte Contemporáneo, Madrid.
- Fundación Juan March, Madrid.
- Museo Municipal de Madrid.
- Museu Nacional d’Art de Catalunya, Barcelona.
- The British Museum, London.
- Musée d’Art Moderne, Paris.
- Hauptverwaltung der UNESCO, Paris.
- Fine Arts Museums of San Francisco
- Frederick R. Weisman Museum of Art, Los Angeles.
- Museo Internacional de Arte Contemporáneo Rufino Tamayo, Mexico.
- Museo de Arte Contemporáneo, Caracas, Venezuela.
- Museo Nacional de Bellas Artes, Buenos Aires, Argentinien.
- Museo Nacional de Bellas Artes, Santiago de Chile, Chile.
- Museu Nacional de Belas Artes, Rio de Janeiro, Brasilien.
- Es Baluard, Palma de Mallorca.
- Fundación Ludwig de Cuba, La Habana, Kuba

## Werke
- „Polar II“ (1969),
- „Sin Título“ (1970),
- „Almagro amarilla“ (1987)[3],
- „Moderno“ (1987),
- „Homenaje a Arthur Rubinstein“ (1987)[4]
- „Protagonista“ (1992)